# داگلاس مک‌گراث
داگلاس مک‌گراث (انگلیسی: Douglas McGrath؛ زادهٔ ۲ فوریهٔ ۱۹۵۸) یک کارگردان، و فیلم‌نامه‌نویس اهل ایالات متحده آمریکا است.

## گزیده فیلمشناسی
از فیلم‌ها یا برنامه‌های تلویزیونی که وی در آن نقش داشته‌است می‌توان به آثار زیر اشاره کرد.
- مسابقه تلویزیونی (۱۹۹۴)
- گلوله‌ها بر فراز برادوی (۱۹۹۴)
- مسافران روز (۱۹۹۷)
- شادی (فیلم ۱۹۹۸) (۱۹۹۸)
- ستاره مشهور (فیلم ۱۹۹۸) (۱۹۹۸)
- نفوذی (فیلم ۱۹۹۹) (۱۹۹۹)
- دزدهای خرده‌پا (۲۰۰۰)
- پایان هالیوودی (۲۰۰۲)
- مایکل کلیتون (۲۰۰۷)
- پخش زنده شنبه شب (۸۱-۱۹۸۰)
- نیکلاس نیکلبی (۲۰۰۲)
- مرد منزوی (۲۰۰۹)